# Jean-François Jamot
Jean-François Jamot, né le 23 juin 1828 et mort le 4 mai 1886, est le premier évêque de Peterborough, en Ontario au Canada.

## Biographie
Né à Châtelard, dans le département de la Creuse, en France le 23 juin 1828, fit ses études à Limoges et fut ordonné vers 1853. Il fut vicaire dans le diocèse de Toronto en Ontario (1853-1855) ; curé de Barrie dans le comté de Simcoe (1855-1867) et grand-vicaire de l'évêque à Toronto (1867-1874). 
Il fut ensuite vicaire apostolique de l'Ontario septentrional (1874-1882), avec résidence d'abord au Sault-Sainte-Marie canadien, puis à Bracebridge dans le district de Muskoka. Il est élu sous le titre d'évêque de Sarepte (de) et consacré le 24 février 1874 par John Joseph Lynch avec comme co-consécrateurs Armand-François-Marie de Charbonnel et Thomas-Casimir-François de Ladoue. Il fut le premier évêque de Peterborough (1882-1886), où il est décédé presque subitement, le 4 mai 1886.